# غزلان تودالي
غزلان تودالي (كلمة الإنجليزية: Ghizlane Toudali) وُلدت في 16 فبراير/شباط 1984، وهي ممارسة مغربية في رياضة التايكوندو. تأهلت تودالي إلى دورة النساء البالغة 49 كلغ في دورة الألعاب الأولمبية الصيفية لعام 2008 في بكين، بعد أن أصبحت ثانية من دورة التأهيل الأفريقية في طرابلس، ليبيا. وخسرت الجولة التمهيدية من ست عشرة مباراة مع الإيرانية سارة خوشمال، الذين تمكنوا من تسجيل خمس نقاط في نهاية اللعبة.

## روابط خارجية
- غزلان تودالي على موقع TaekwondoData.com (الإنجليزية)
- غزلان تودالي على موقع اللجنة الأولمبية الدولية (الإنجليزية)
- غزلان تودالي على موقع أوليمبيديا (الإنجليزية)